# Fish N Chips: The Movie
Fish N Chips: The Movie (también conocida como Fish N Chips, Best Enemies Forever) es una película del género animación de 2013, dirigida por Dan Krech, escrita por Ali Lynette-Krech, musicalizada por Benjamin Ribolet, Patrick Sigwalt y David Vadant, los protagonistas son John Leguizamo, Mario Cantone y Martin Villafana (hacen las voces), entre otros. El filme fue realizado por Fish ‘n Chips Productions, se estrenó el 1 de mayo de 2013.

## Sinopsis
Fish, un pez, está obsesionado por transformarse en una langosta. Chips, un gato, quiere regresar a su acomodado nivel de vida. Ambos precisan un talismán para conseguir su meta, un hueso mágico, y tienen que luchar por él.